# Lista seriali i programów oryginalnych Disney+

Logo oryginalnych produkcji Disney+ od marca 2024

Poniżej znajduje się lista seriali oraz programów oryginalnych stworzonych lub zapowiedzianych dla platformy streamingowej Disney+.

## Seriale aktorskie
| Tytuł                                                                                                 | Oryginalna premiera  | Uwagi                                                   | Przypis              |
| Niedostępne                                                                                           | Niedostępne          | Niedostępne                                             | Niedostępne          |
| --- | -------------------- | ------------------------------------------------------- | -------------------- |
| Dziennik przyszłej pani prezydent Diary of a Future President                                         | 17 stycznia 2020     | 2 sezony, zakończony                                    | [ 2 ]                |
| Podbój kosmosu The Right Stuff                                                                        | 9 października 2020  | zakończony                                              | [ 3 ]                |
| Potężne kaczory: Sezon na zmiany The Mighty Ducks: Game Changers                                      | 26 marca 2021        | 2 sezony, zakończony                                    | [ 4 ] [ 5 ]          |
| Drużyna Big Shot                                                                                      | 16 kwietnia 2021     | 2 sezony, zakończony                                    | [ 6 ] [ 7 ] [ 8 ]    |
| Tajne stowarzyszenie Nicholasa Benedicta The Mysterious Benedict Society                              | 25 czerwca 2021      | 2 sezony, zakończony                                    | [ 9 ] [ 7 ] [ 10 ]   |
| Turner i Hooch Turner & Hooch                                                                         | 21 lipca 2021        | zakończony                                              | [ 9 ] [ 11 ]         |
| Musical: Droga do sukcesu O Coro: Sucesso, Aqui vou eu (The Chorus: Success, Here I Go)               | 28 września 2022     | produkcja latynoamerykańska, zakończony                 | [ 12 ]               |
| Willow                                                                                                | 30 listopada 2022    | zakończony                                              | [ 13 ]               |
| El club de los graves (The Low Tone Club)                                                             | 30 listopada 2022    | produkcja latynoamerykańska, zakończony                 | [ 14 ]               |
| @Gina Yei: #ZCałegoSercaIMocniej @Gina Yei: #ConTodoElCorazónYMás (@Gina Yei: #WithAllMyHeartAndMore) | 11 stycznia 2023     | produkcja latynoamerykańska, zakończony                 | [ 15 ]               |
| Dostępne                                                                                              |                      |                                                         |                      |
| High School Musical: Serial High School Musical: The Musical: The Series                              | 12 listopada 2019    | 4 sezony, zakończony                                    | [ 16 ] [ 17 ] [ 18 ] |
| The Mandalorian                                                                                       | 12 listopada 2019    | zamówiony 3. sezon                                      | [ 19 ] [ 20 ]        |
| I cavalieri di Castelcorvo (The Knights of Castelcorvo)                                               | 6 listopada 2020     | produkcja włoska, zakończony                            | [ 21 ]               |
| WandaVision                                                                                           | 15 stycznia 2021     | miniserial, zakończony                                  | [ 22 ]               |
| El Ristorantino de Arnoldo (Arnoldo’s Ristorantino)                                                   | 29 stycznia 2021     | produkcja latynoamerykańska                             | [ 23 ]               |
| Falcon i Zimowy Żołnierz The Falcon and the Winter Soldier                                            | 19 marca 2021        | miniserial, zakończony                                  | [ 24 ] [ 25 ]        |
| Launchpad                                                                                             | 28 maja 2021         | krótkometrażowa antologia, 2 sezony, zamówiony 3. sezon | [ 26 ] [ 27 ] [ 28 ] |
| Loki                                                                                                  | 9 czerwca 2021       | 2 sezony, zakończony                                    | [ 29 ] [ 30 ]        |
| Doogie Kameāloha, lekarka Doogie Kameāloha, M.D.                                                      | 8 września 2021      | 2 sezony, zakończony                                    | [ 31 ] [ 32 ]        |
| Nic strasznego Just Beyond                                                                            | 13 października 2021 | antologia, zakończony                                   | [ 33 ]               |
| Zaplątani w czasie Entrelazados (Intertwined)                                                         | 12 listopada 2021    | produkcja latynoamerykańska, 2 sezony                   | [ 34 ] [ 35 ]        |
| Hawkeye                                                                                               | 24 listopada 2021    | miniserial, zakończony                                  | [ 36 ] [ 25 ] [ 37 ] |
| Księga Boby Fetta The Book of Boba Fett                                                               | 29 grudnia 2021      | miniserial, zakończony                                  | [ 38 ]               |
| Weekend z rodzinką Weekend Family                                                                     | 23 lutego 2022       | produkcja francuska, 2 sezony                           | [ 39 ] [ 40 ] [ 41 ] |
| Równoległy wymiar Parallèles                                                                          | 23 marca 2022        | produkcja francuska, zakończony                         | [ 39 ] [ 42 ]        |
| Moon Knight                                                                                           | 30 marca 2022        | miniserial, zakończony                                  | [ 43 ] [ 25 ] [ 44 ] |
| Wszystko jedno Tudo Igual… SQN (All the Same... or Not)                                               | 25 maja 2022         | produkcja latynoamerykańska, zamówiony 2. sezon         | [ 45 ] [ 46 ]        |
| Obi-Wan Kenobi                                                                                        | 27 maja 2022         | miniserial, zakończony                                  | [ 47 ]               |
| Ms. Marvel                                                                                            | 8 czerwca 2022       | miniserial, zakończony                                  | [ 25 ] [ 48 ]        |
| Od zawsze ja Siempre fui yo (It Was Always Me)                                                        | 15 czerwca 2022      | produkcja latynoamerykańska, zamówiony 2. sezon         | [ 49 ] [ 50 ]        |
| Zgrany zespół Papás por Encargo (Daddies on Request)                                                  | 13 lipca 2022        | produkcja latynoamerykańska, zamówiony 2. sezon         | [ 51 ]               |
| Mecenas She-Hulk She-Hulk: Attorney at Law                                                            | 18 sierpnia 2022     | miniserial, zakończony                                  | [ 43 ] [ 25 ] [ 52 ] |
| Ziemia Nieznana Tierra Incógnita                                                                      | 8 września 2022      | produkcja latynoamerykańska, 2 sezony                   | [ 53 ] [ 54 ]        |
| Andor                                                                                                 | 21 września 2022     | zamówiony 2. sezon                                      | [ 55 ] [ 56 ]        |
| Sumo Tak, Sumo Nie シコふんじゃった! (Sumo Do, Sumo Don’t)                                            | 26 października 2022 | produkcja japońska                                      | [ 57 ]               |
| Śnięty Mikołaj: Serial The Santa Clauses                                                              | 16 listopada 2022    | kontynuacja serii filmów Śnięty Mikołaj, 2 sezony       | [ 58 ] [ 59 ]        |
| Skarb narodów: Na skraju historii National Treasure: Edge of History                                  | 14 grudnia 2022      | zakończony                                              | [ 60 ]               |
| Mila w multiwersum Mila no Multiverso (Mila in the Multiverse)                                        | 15 lutego 2023       | produkcja latynoamerykańska                             | [ 61 ] [ 62 ]        |
| Dwutakt The Crossover                                                                                 | 5 kwietnia 2023      |                                                         | [ 63 ] [ 64 ] [ 65 ] |
| Podróż do wnętrza Ziemi Viaje al centro de la Tierra (Journey to the Center of the Earth)             | 5 kwietnia 2023      | produkcja latynoamerykańska, zakończony                 | [ 66 ] [ 65 ]        |
| Światełko A Small Light                                                                               | 2 maja 2023          |                                                         | [ 67 ]               |
| Muppetowa Maskara The Muppets Mayhem                                                                  | 10 maja 2023         |                                                         | [ 68 ] [ 69 ]        |
| Urodzony w Ameryce American Born Chinese                                                              | 24 maja 2023         |                                                         | [ 70 ]               |
| Tajna inwazja Secret Invasion                                                                         | 21 czerwca 2023      | miniserial, zakończony                                  | [ 25 ] [ 71 ]        |
| FreeKs                                                                                                | 28 czerwca 2023      | produkcja latynoamerykańska                             | [ 72 ]               |
| C.H.U.E.C.O.                                                                                          | 14 lipca 2023        | produkcja latynoamerykańska                             | [ 73 ]               |
| Ahsoka                                                                                                | 23 sierpnia 2023     | miniserial, zakończony                                  | [ 74 ] [ 75 ]        |
| Trzy detektywki Die drei !!! (The Three Detectives)                                                   | 6 września 2023      | produkcja niemiecka                                     | [ 76 ]               |
| L-POP                                                                                                 | 27 września 2023     | produkcja latynoamerykańska                             | [ 77 ]               |
| 4 Ever                                                                                                | 11 października 2023 | miniserial, produkcja latynoamerykańska                 | [ 78 ] [ 79 ]        |
| Gęsia skórka Goosebumps                                                                               | 13 października 2023 | zamówiony 2. sezon                                      | [ 80 ] [ 79 ] [ 81 ] |
| A Magia de Aruna (Aruna’s Magic)                                                                      | 29 listopada 2023    | produkcja latynoamerykańska                             | [ 82 ]               |
| Percy Jackson i bogowie olimpijscy Percy Jackson & the Olympians                                      | 20 grudnia 2023      |                                                         | [ 9 ] [ 83 ]         |
| Echo                                                                                                  | 9 stycznia 2024      |                                                         | [ 84 ] [ 85 ] [ 86 ] |
| Buntowniczka Nell Renegade Nell                                                                       | 29 marca 2024        |                                                         | [ 87 ] [ 88 ]        |
| The Secret Score (La partitura secreta)                                                               | 17 kwietnia 2024     | produkcja latynoamerykańska                             | [ 89 ] [ 90 ]        |
| Akolita The Acolyte                                                                                   | 4 czerwca 2024       |                                                         | [ 75 ] [ 91 ]        |
| Oczekujące na premierę                                                                                |                      |                                                         |                      |
| To zawsze Agatha Agatha All Along                                                                     | 18 września 2024     |                                                         | [ 84 ] [ 92 ] [ 93 ] |

## Seriale animowane
| Tytuł                                                                                        | Oryginalna premiera  | Uwagi                                         | Przypis                               |
| Dostępne                                                                                     | Dostępne             | Dostępne                                      | Dostępne                              |
| -------------------------------------------------------------------------------------------- | -------------------- | --------------------------------------------- | ------------------------------------- |
| Sztuciek się pyta Forky Asks a Question                                                      | 12 listopada 2019    | krótkometrażowy, zakończony                   | [ 6 ]                                 |
| SparkShorts                                                                                  | 12 listopada 2019    | krótkometrażowa antologia, 2 sezony           | [ 6 ]                                 |
| Krótko mówiąc Short Circuit                                                                  | 24 stycznia 2020     | krótkometrażowa antologia, zakończony         | [ 94 ] [ 95 ]                         |
| Gwiezdne wojny: Wojny klonów Star Wars: The Clone Wars                                       | 21 lutego 2020       | tylko 7. sezon, zakończony                    | [ 96 ]                                |
| Zenimacja Zenimation                                                                         | 22 maja 2020         | krótkometrażowy, 2 sezony, zakończony         | [ 97 ] [ 98 ]                         |
| Cudowny świat Myszki Miki The Wonderful World of Mickey Mouse                                | 18 listopada 2020    | krótkometrażowy, 2 sezony                     | [ 99 ] [ 100 ]                        |
| Pixar Popcorn                                                                                | 22 stycznia 2021     | krótkometrażowy, zakończony                   | [ 101 ]                               |
| Gwiezdne wojny: Parszywa zgraja Star Wars: The Bad Batch                                     | 4 maja 2021          | 3 sezony, zakończony                          | [ 102 ] [ 103 ] [ 7 ] [ 104 ] [ 105 ] |
| Potworna robota Monsters at Work                                                             | 7 lipca 2021         | zamówiony 2. sezon                            | [ 6 ] [ 106 ] [ 107 ]                 |
| Chip i Dale: Parkowe psoty Chip ’n’ Dale: Park Life                                          | 28 lipca 2021        | 2 sezony                                      | [ 108 ] [ 11 ] [ 109 ]                |
| A gdyby…? What If…?                                                                          | 11 sierpnia 2021     | 2 sezony, zamówiony 3. sezon                  | [ 36 ] [ 110 ] [ 111 ] [ 112 ]        |
| Disney przedstawia Goofiego: Jak zostać w domu i się nie nudzić Goofy in How to Stay at Home | 11 sierpnia 2021     | krótkometrażowy, zakończony                   | [ 113 ]                               |
| Szalone przygody Asa Dug Days                                                                | 1 września 2021      | krótkometrażowy                               | [ 9 ] [ 114 ]                         |
| Gwiezdne wojny: Wizje Star Wars: Visions                                                     | 22 września 2021     | krótkometrażowa antologia, 2 sezony           | [ 103 ] [ 115 ] [ 116 ]               |
| Olaf przedstawia Olaf Presents                                                               | 12 listopada 2021    | krótkometrażowy, zakończony                   | [ 117 ]                               |
| Rodzina Dumnych. Głośniej i dumniej The Proud Family: Louder and Prouder                     | 23 lutego 2022       | kontynuacja serialu Rodzina Dumnych, 2 sezony | [ 118 ] [ 119 ] [ 120 ]               |
| Epoka lodowcowa: Przygody Scrata Ice Age: Scrat Tales                                        | 13 kwietnia 2022     | krótkometrażowy, zakończony                   | [ 121 ]                               |
| Baymax!                                                                                      | 29 czerwca 2022      | krótkometrażowy                               | [ 122 ]                               |
| Ja jestem Groot I am Groot                                                                   | 10 sierpnia 2022     | krótkometrażowy, 2 sezony                     | [ 123 ] [ 124 ]                       |
| Auta w trasie Cars on the Road                                                               | 8 września 2022      |                                               | [ 125 ]                               |
| Opowieści Jedi / Opowieści z Imperium Tales of the Jedi / Tales of the Empire                | 26 października 2022 | krótkometrażowa antologia, zamówiony 2. sezon | [ 126 ] [ 105 ] [ 127 ]               |
| Zwierzogród+ Zootopia+                                                                       | 9 listopada 2022     | krótkometrażowy                               | [ 128 ]                               |
| Kiya i mistrzowie z Kimoja Kiya and the Kimoja Heroes                                        | 22 marca 2023        |                                               | [ 129 ]                               |
| Przygody młodych Jedi Young Jedi Adventures                                                  | 4 maja 2023          |                                               | [ 130 ]                               |
| Kizazi Moto: Generacja ognia Kizazi Moto: Generation Fire                                    | 5 lipca 2023         | krótkometrażowa antologia                     | [ 131 ] [ 132 ]                       |
| Iwájú                                                                                        | 28 lutego 2024       |                                               | [ 133 ] [ 134 ] [ 135 ]               |
| X-Men ’97                                                                                    | 20 marca 2024        | zamówiony 2. sezon                            | [ 84 ] [ 136 ] [ 137 ] [ 88 ]         |

## Seriale dokumentalne
| Tytuł                                                                                     | Oryginalna premiera  | Uwagi                                                        | Przypis                      |
| Niedostępne                                                                               | Niedostępne          | Niedostępne                                                  | Niedostępne                  |
| ----------------------------------------------------------------------------------------- | -------------------- | ------------------------------------------------------------ | ---------------------------- |
| Projekt bohater Marvel’s Hero Project                                                     | 12 listopada 2019    | zakończony                                                   | [ 138 ]                      |
| Świat według Jeffa Goldbluma The World According to Jeff Goldblum                         | 12 listopada 2019    | 2 sezony, zakończony                                         | [ 139 ]                      |
| Czworonożna elita Pick of the Litter                                                      | 20 grudnia 2019      | zakończony                                                   | [ 140 ]                      |
| Ślub jak z bajki Disney’s Fairy Tale Weddings                                             | 14 lutego 2020       | tylko 2. sezon, poprzednio emitowany na Freeform, zakończony | [ 141 ]                      |
| Kultowe rekwizyty Prop Culture                                                            | 1 maja 2020          | zakończony                                                   | [ 142 ]                      |
| Pracowite psiaki It’s a Dog’s Life with Bill Farmer                                       | 15 maja 2020         | zakończony                                                   | [ 143 ]                      |
| Gdzie nogi poniosą Rogue Trip                                                             | 24 lipca 2020        | podróżniczy, zakończony                                      | [ 144 ]                      |
| 616 Marvel’s 616                                                                          | 20 listopada 2020    | zakończony                                                   | [ 99 ] [ 145 ]               |
| Za kulisami Chmur Beyond the Clouds                                                       | 4 grudnia 2020       | miniserial, zakończony                                       | [ 146 ]                      |
| Na puentach On Pointe                                                                     | 18 grudnia 2020      | zakończony                                                   | [ 147 ]                      |
| Podróż do gwiazd Among the Stars                                                          | 6 października 2021  | miniserial, zakończony                                       | [ 148 ]                      |
| Piękna Ameryka America the Beautiful                                                      | 4 lipca 2022         | zakończony                                                   | [ 149 ]                      |
| Cudowny świat zwierząt Super/Natural                                                      | 21 września 2022     | zakończony                                                   | [ 150 ]                      |
| Nieustraszone: Prawdziwa historia AFLW Fearless: The Inside Story of the AFLW             | 24 sierpnia 2022     | zakończony                                                   | [ 151 ]                      |
| Goniąc fale Chasing Waves                                                                 | 11 stycznia 2023     | zakończony                                                   | [ 15 ]                       |
| Dostępne                                                                                  |                      |                                                              |                              |
| Jak to się robi w Disneyu The Imagineering Story                                          | 12 listopada 2019    | miniserial, zakończony                                       | [ 138 ]                      |
| Jeden dzień w Disneyu One Day at Disney                                                   | 6 grudnia 2019       | krótkometrażowy, zakończony                                  | [ 6 ]                        |
| Disney: Jak powstaje magia Disney Insider                                                 | 20 marca 2020        | krótkometrażowy, zakończony                                  | [ 152 ]                      |
| Disney za kulisami: The Mandalorian                                                       | 4 maja 2020          | 2 sezony                                                     | [ 153 ]                      |
| Chcę uwierzyć snom: Jak powstała Kraina lodu 2 Into the Unknown: Making Frozen II         | 26 czerwca 2020      | miniserial, zakończony                                       | [ 154 ]                      |
| Droga na szczyt Becoming                                                                  | 18 września 2020     | zakończony                                                   | [ 155 ] [ 156 ]              |
| Disney’s Animal Kingdom: Magiczne królestwo zwierząt Magic of Disney’s Animal Kingdom     | 25 września 2020     | 2 sezony                                                     | [ 157 ]                      |
| Świat szympansów Meet the Chimps                                                          | 16 października 2020 | zakończony                                                   | [ 99 ]                       |
| Za kulisami Pixara Inside Pixar                                                           | 13 listopada 2020    | krótkometrażowy, zakończony                                  | [ 158 ]                      |
| Sobrevolando (Latin America from Above)                                                   | 17 listopada 2020    | produkcja latynoamerykańska, zakończony                      | [ 159 ]                      |
| Legendy Marvela Marvel Studios: Legends                                                   | 8 stycznia 2021      | krótkometrażowy, 2 sezony                                    | [ 160 ]                      |
| Marvel Studios: Assembled                                                                 | 12 marca 2021        |                                                              | [ 161 ]                      |
| Nastroje Ziemi Earth Moods                                                                | 16 kwietnia 2021     | zakończony                                                   | [ 162 ]                      |
| Tajemniczy świat waleni Secrets of the Whales                                             | 22 kwietnia 2021     | miniserial, zakończony                                       | [ 163 ]                      |
| Gwiezdne wojny: Statki i pojazdy Star Wars: Vehicle Flythroughs                           | 4 maja 2021          | krótkometrażowa antologia, zakończony                        | [ 164 ]                      |
| Sekrety parków Disneya Behind the Attraction                                              | 21 lipca 2021        | zamówiony 2. sezon                                           | [ 6 ] [ 165 ] [ 11 ] [ 166 ] |
| Dorastanie w świecie zwierząt Growing Up Animal                                           | 18 sierpnia 2021     | zakończony                                                   | [ 11 ]                       |
| Star Wars: Galaxy of Sounds Gwiezdne wojny: Galaktyka dźwięków                            | 29 września 2021     | krótkometrażowa antologia, zakończony                        | [ 167 ]                      |
| The Beatles: Get Back                                                                     | 25 listopada 2021    | miniserial, zakończony                                       | [ 168 ]                      |
| Witamy na ziemi Welcome to Earth                                                          | 8 grudnia 2021       | zakończony                                                   | [ 9 ] [ 84 ]                 |
| Szkicownik Sketchbook                                                                     | 27 kwietnia 2022     | miniserial                                                   | [ 169 ]                      |
| Light and Magic                                                                           | 27 lipca 2022        |                                                              | [ 170 ]                      |
| Dorastanie Growing Up                                                                     | 8 września 2022      |                                                              | [ 150 ]                      |
| Bertie Gregory odkrywa świat The Epic Adventures of Bertie Gregory                        | 8 września 2022      | zamówiony 2. sezon                                           | [ 150 ]                      |
| Łowcy wraków: Australia Shipwreck Hunters Australia                                       | 5 października 2022  |                                                              | [ 171 ]                      |
| David Beckham: Drużyna w opałach Save Our Squad with David Beckham                        | 9 listopada 2022     |                                                              | [ 172 ]                      |
| Bez granic z Chrisem Hemsworthem Limitless with Chris Hemsworth                           | 16 listopada 2022    |                                                              | [ 173 ]                      |
| Na cały głos: Muzyka z „Wakanda w moim sercu” Voices Rising: The Music of Wakanda Forever | 22 lutego 2023       |                                                              | [ 174 ]                      |
| MPower                                                                                    | 8 marca 2023         |                                                              | [ 129 ]                      |
| Renowacje Jeremy’ego Rennervations                                                        | 12 kwietnia 2023     |                                                              | [ 175 ] [ 65 ]               |
| Sekretne życie słoni Secrets of the Elephants                                             | 22 kwietnia 2023     |                                                              | [ 176 ] [ 177 ] [ 64 ]       |
| Matildas: Świat u naszych stóp Matildas: The World at Our Feet                            | 26 kwietnia 2023     |                                                              | [ 65 ]                       |
| Ed Sheeran: Muzyka i cała reszta Ed Sheeran: The Sum of It All                            | 3 maja 2023          |                                                              | [ 178 ]                      |
| BTS Monuments: Beyond The Star                                                            | 20 grudnia 2023      | produkcja koreańska                                          | [ 179 ]                      |
| Mikroświat A Real Bug’s Life                                                              | 24 stycznia 2024     |                                                              | [ 9 ] [ 180 ]                |
| Chór Choir                                                                                | 31 stycznia 2024     |                                                              | [ 181 ] [ 182 ]              |
| Ludzie i miejsca People & Places                                                          | 9 lutego 2024        |                                                              | [ 139 ] [ 183 ]              |

## Programy rozrywkowe i edukacyjne
| Tytuł | Oryginalna premiera | Uwagi                                                                   | Przypis                 |
| Niedostępne                                                                                              | Niedostępne         | Niedostępne                                                             | Niedostępne             |
| --- | ------------------- | ----------------------------------------------------------------------- | ----------------------- |
| Bis! Encore!                                                                                             | 12 listopada 2019   | zakończony                                                              | [ 138 ]                 |
| Młodzi majsterkowicze Shop Class                                                                         | 28 lutego 2020      | zakończony                                                              | [ 184 ]                 |
| Rodzina od kuchni Be Our Chef                                                                            | 27 marca 2020       | zakończony                                                              | [ 185 ]                 |
| Wielka ściema The Big Fib                                                                                | 22 maja 2020        | teleturniej, zakończony                                                 | [ 186 ]                 |
| Ziemia u Neda Earth to Ned                                                                               | 4 września 2020     | krótkometrażowy, kukiełkowy talk show, zakończony                       | [ 187 ]                 |
| Do zjedzenia Foodtastic                                                                                  | 15 grudnia 2021     | zakończony                                                              | [ 188 ]                 |
| Wyprawa The Quest                                                                                        | 11 maja 2022        | od 2. sezonu, poprzednio emitowany na ABC, zakończony                   | [ 189 ] [ 190 ]         |
| Rodzinny reset Family Reboot                                                                             | 15 czerwca 2022     | zakończony                                                              | [ 191 ]                 |
| Dostępne                                                                                                 |                     |                                                                         |                         |
| Rodzinne zabawy z Disneyem Disney Family Sundays                                                         | 12 listopada 2019   | krótkometrażowy, zakończony                                             | [ 192 ]                 |
| Pixar na żywo Pixar in Real Life                                                                         | 12 listopada 2019   | krótkometrażowy, zakończony                                             | [ 6 ]                   |
| Teraz Muppety Muppets Now                                                                                | 31 lipca 2020       | krótkometrażowy, kukiełkowy, zakończony                                 | [ 193 ]                 |
| Wybryki nauki Weird but True!                                                                            | 14 sierpnia 2020    | tylko 3. sezon, poprzednio emitowany na National Geographic, zakończony | [ 194 ]                 |
| Conecta y Canta (Sync Us a Song)                                                                         | 12 lutego 2021      | produkcja latynoamerykańska, zakończony                                 | [ 195 ]                 |
| Chaparreando                                                                                             | 21 maja 2021        | produkcja latynoamerykańska, zakończony                                 | [ 196 ]                 |
| Opa Popa Dupa                                                                                            | 25 czerwca 2021     | od 2. sezonu, produkcja latynoamerykańska, kukiełkowy                   | [ 197 ] [ 198 ]         |
| Szczerze mówiąc: Rozmowy z Robin Roberts Turning the Tables with Robin Roberts                           | 28 lipca 2021       | talk show, 2 sezony                                                     | [ 199 ] [ 11 ] [ 200 ]  |
| Voluntarios: todo sea por la ciencia (Testers)                                                           | 5 stycznia 2022     | produkcja latynoamerykańska, edukacyjny                                 | [ 201 ] [ 202 ]         |
| In The Soop: Friendcation                                                                                | 22 lipca 2022       | produkcja koreańska                                                     | [ 203 ]                 |
| Dancing with the Stars                                                                                   | 19 września 2022    | tylko 31. sezon, poprzednie i kolejne emitowane na ABC                  | [ 204 ] [ 150 ] [ 205 ] |
| Święta z Donną Hay Donna Hay Christmas                                                                   | 2 listopada 2022    |                                                                         | [ 206 ]                 |
| Rodzina Montanerów Los Montaners (The Montaners)                                                         | 9 listopada 2022    | produkcja latynoamerykańska                                             | [ 207 ]                 |
| Marvel Lucha Libre Edition: El origen de la mascara (Marvel Lucha Libre Edition: The Origin of the Mask) | 18 stycznia 2023    | produkcja latynoamerykańska                                             | [ 208 ]                 |
| Isabel Preysler, My Christmas                                                                            | 5 grudnia 2023      | produkcja latynoamerykańska                                             | [ 209 ]                 |

## Zapowiedziane

### Seriale aktorskie
| Tytuł                                    | Oryginalna premiera | Uwagi                       | Przypis               |
| ---------------------------------------- | ------------------- | --------------------------- | --------------------- |
| Gwiezdne wojny: Załoga rozbitków         | brak danych         |                             | [ 210 ]               |
| Ironheart                                | brak danych         |                             | [ 25 ] [ 92 ] [ 211 ] |
| Selenkay                                 | brak danych         | produkcja latynoamerykańska | [ 212 ]               |
| Daredevil: Odrodzenie                    | brak danych         |                             | [ 92 ]                |
| Swiss Family Robinson                    | brak danych         |                             | [ 9 ]                 |
| Beauty and the Beast: The Prequel Series | brak danych         |                             | [ 9 ]                 |
| Secret Guide to Celestial Creatures      | brak danych         |                             | [ 213 ]               |
| House of Secrets                         | brak danych         |                             | [ 214 ]               |
| Noggin                                   | brak danych         |                             | [ 215 ]               |
| Our Time                                 | brak danych         |                             | [ 216 ]               |
| Real Steel                               | brak danych         |                             | [ 217 ]               |
| Sal & Gabi Break the Universe            | brak danych         |                             | [ 218 ]               |
| The Society of Explorers and Adventurers | brak danych         |                             | [ 219 ]               |
| The Temperature of Me and You            | brak danych         |                             | [ 220 ]               |
| The Secret History of the Pink Carnation | brak danych         |                             | [ 221 ]               |
| First Gen                                | brak danych         |                             | [ 222 ]               |
| Vision Quest                             | brak danych         |                             | [ 223 ]               |
| Wonder Man                               | brak danych         |                             | [ 224 ]               |
| Champeta, el ritmo de la Tierra          | brak danych         | produkcja latynoamerykańska | [ 225 ]               |

### Seriale animowane
| Tytuł                                 | Oryginalna premiera | Uwagi                     | Przypis |
| ------------------------------------- | ------------------- | ------------------------- | ------- |
| Marvel Zombies                        | 2024                |                           | [ 226 ] |
| Spider-Man: Freshman Year             | 2024                |                           | [ 112 ] |
| Tiana                                 | brak danych         |                           | [ 133 ] |
| Win or lose                           | brak danych         |                           | [ 9 ]   |
| Rhona Who Lives by the River          | brak danych         |                           | [ 227 ] |
| The Witchverse                        | brak danych         | antologia                 | [ 228 ] |
| Twisted-Wonderland                    | brak danych         | anime, produkcja japońska | [ 229 ] |
| Your Friendly Neighborhood Spider-Man | brak danych         | zamówiony 2. sezon        | [ 112 ] |

### Seriale dokumentalne i programy rozrywkowe
| Tytuł                           | Oryginalna premiera | Uwagi | Przypis |
| ------------------------------- | ------------------- | ----- | ------- |
| Great Migrations                | brak danych         |       | [ 176 ] |
| Home                            | brak danych         |       | [ 176 ] |
| Lion                            | brak danych         |       | [ 176 ] |
| Pole to Pole                    | brak danych         |       | [ 176 ] |
| Sentient                        | brak danych         |       | [ 176 ] |
| The Biggest Little Farm         | brak danych         |       | [ 176 ] |
| Beyond Belief with David Blaine | brak danych         |       | [ 176 ] |